# Todd Hollandsworth

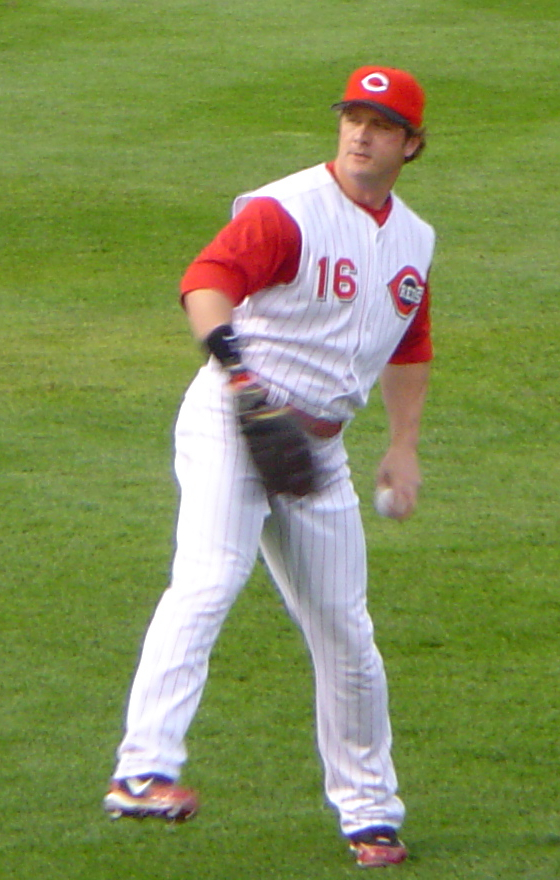

Todd Mathew Hollandsworth é um jogador profissional de beisebol norte-americano.

## Carreira
Todd Hollandsworth foi campeão da World Series 2003 jogando pelo Florida Marlins. Na série de partidas decisiva, sua equipe venceu o New York Yankees por 4 jogos a 2.